# Narcisa Lecușanu
Narcisa Lecuşanu (née Narcisa Georgeta Paunica le 14 septembre 1976 à Bacău) est une ancienne handballeuse internationale roumaine et actuellement membre du comité exécutif de l'IHF.

## Palmarès

### En club
compétitions internationales
- Coupe des vainqueurs de coupe (C2)
  - Vainqueure : 2004 (avec Ikast Bording EH), 2007 (avec Oltchim Vâlcea)
- Supercoupe d'Europe
  - Vainqueure :  2007 (avec Oltchim Vâlcea)
- Ligue des champions (C1)
  - Finaliste : 2010 (avec Oltchim Vâlcea)

compétitions nationales
- Vainqueure du Championnat de Macédoine : 1997, 1998 (avec Kometal Skopje)
- Vainqueure de la Coupe de Macédoine : 1997, 1998 (avec Kometal Skopje)
- Vainqueure du Championnat d'Allemagne : 2001 (avec TV Lützellinden)
- Deuxième du Championnat du Danemark : 2003 (avec Ikast Bording EH), 2005 (avec Aalborg DH)
- Finaliste de la Coupe du Danemark : 2003, 2004 (avec Ikast Bording EH),
- Vainqueure du Championnat de Roumanie : 2007, 2008, 2009, 2010 (avec Oltchim Vâlcea)
- Vainqueure de la Coupe de Roumanie :  2007 (avec Oltchim Vâlcea)
- Vainqueure de la Supercoupe de Roumanie :  2007 (avec Oltchim Vâlcea)

### En sélection
- Médaille d'or au Championnat du monde junior 1995 en  Brésil
- Médaille d'argent au Championnat du monde 2005 en  Russie